# Martinprocessen

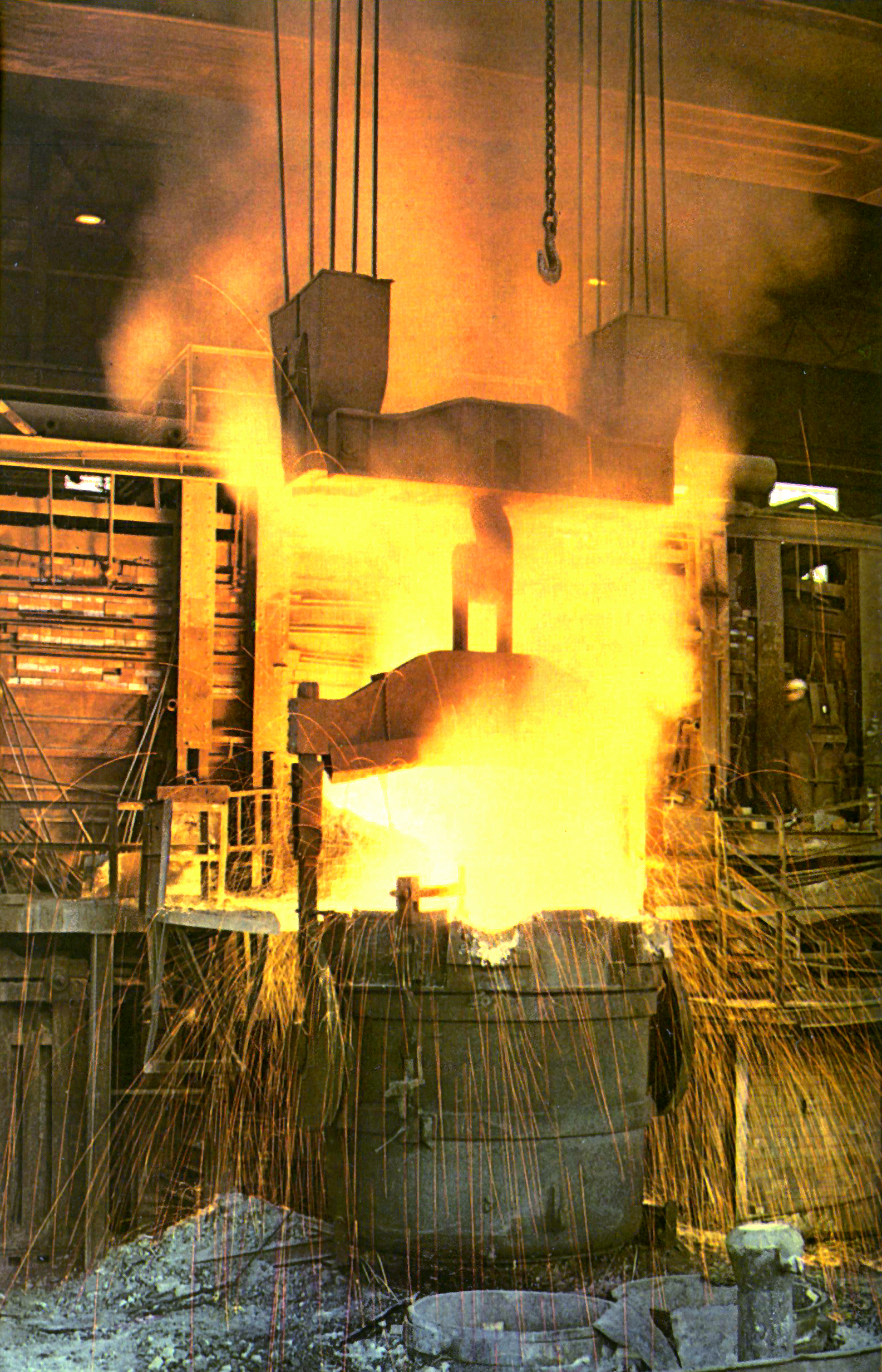
Tappning av martinugn i Fagersta Bruk, 1967.

Martinprocessen, även kallad Martinmetoden eller Siemens-Martinmetoden, är en metod för järnframställning.

## Martinprocessen
I Martinprocessen färskas tackjärnet i en regenerativ flamugn, i vilken temperaturen kan hållas så hög att det erhållna kolfattiga järnet blir flytande. Färskningen sker där genom slaggen, som täcker badets yta. Liksom vid bessemerprocessen skiljer man mellan den sura och den basiska processen. Vid den sura martinprocessen är ugnens infodring kiselsyrerik och slaggen blir sur. Vid denna metod renas inte järnet från fosfor eller svavel. Vid den basiska metoden tar slaggen upp fosfor ur järnet samt delvis svavel. Vid martinprocessen är man inte för värmealstringen hänvisad till tackjärnets legeringsämnen och kan därför även röra sig med vidare marginal i fråga om tackjärnets sammansättning. Då emellertid kiselns och manganens bortfärskning är tidsödande, fordrar man i regel av ett "martintackjärn", att halten av dessa ämnen skall vara ganska låg. Vissa modifikationer av martinprocessen har erhållit särskilda namn, så till exempel Talbotprocessen och Bertrand-Thielprocessen.
Vid martinprocessen finner man särskilt användning för järnskrot, till exempel kasserade järnvägsskenor et cetera, vilka omsmälts tillsammans med tackjärn. Av martinmetoderna har den basiska metoden vunnit största användningen, särskilt i utlandet, då man genom denna metod kan använda fosforhaltigt råmaterial.
Martinprocessen är uppkallad efter den franske metallurgen Pierre-Émile Martin (1824-1915) och dennes far François Marie Émile Martin (1794-1871) som arbetade vid Sireuil och uppfinningen kunde uppvisas på Världsutställningen i Paris 1867 och väckte stor uppmärksamhet och fick bära dessas namn. Idén med regenerativa masugnar hade dock uppfunnits av bröderna Friedrich och Wilhelm Siemens, varför metoden ibland i stället kallas "Siemensprocessen".

## Utnyttjande i Sverige
Den svenske bruksägaren Carl Anton Rettig tillverkade i början av 1860-talet stål vid Kilafors bruk genom sammansmältning av tackjärn och skrot i deglar. Direktören för järnkontorets stat hade hört talas om bröderna Siemens försök med regenativa flamugnar, och föreslog Rettig att starta försök. Tyvärr kom dock aldrig några sådana igång. Efter världsutställningen i Paris 1867 fick järnkontorsdirektören Rinman uppdrag att utprova den nya metoden och inledde samarbete med C. A. Rettig vid Kilafors, där den första martinugnen uppfördes. Vid Bofors uppfördes 1878, genom initiativ från ingenjören Carl Danielsson, en martinugn, som möjliggjorde produktion av stål lämpligt för kanoner.
De första martinugnarna var alla de regenerativa flamugnarna som eldades med generatorgas försedda med kondensorer, men 1890 gjorde bergsingenjör Erik G:son Odelstierna försök att använda gasen utan kondensering och hade stor framgång med sina försök, och senare tiders martinugnar saknade kondensorer.
Den sista martinugnen i Sverige fanns vid Boxholms bruk och togs ur bruk den 30 oktober 1981, inför ögonen på hundratals åskådare. Anledningen till att Boxholms AB kunde hålla på längst vid sin basiska martinugn, trots skenande oljepriser, var att man var specialiserade på att göra mer svårtillverkade och följaktligen dyrare stålsorter.

## Att se i dag
Gamla martinugnar kan i Sverige beskådas bland annat i Avesta Jernverks (nuvarande Outokumpu) gamla anläggningar i Koppardalen i Avesta. Även gamla bruket i Munkfors har en gammal martinugn.